# Буняк Софія Олександрівна
Буняк Софія Олександрівна (30 вересня 1930, с. Грибова — 1 грудня 2020, м. Москва, Росія) — українська поетка, документалістка, політув'язнена.

## Біографія
1949 року закінчила Лановецьку середню школу та вступила на історико-філологічний факультет Львівського педагогічного інституту. Наприкінці першого курсу була заарештована органами КДБ. Після трибуналу й «ОСО» відбувала покарання у Новосибірській області.
Із 1954 року проживала в Москві. Закінчила фельдшерське училище і Московський педагогічний інститут ім. Н. К. Крупської. Працювала старшою лаборанткою у 2-му Московському медичному інституті на перекладачкою слов'янських мов у НДІ проблем вищої школи. Очолювала Лановецьку районну спілку політв'язнів та репресованих. 
Авторка зб. поезій «Чаєчка» (Ланівці, 1995) та «Зірки на долонях» (К., 2001), докум.-літ. розповіді «Світло погаслої зірки. Про повстанського поета Левка» (Ланівці, 1995), худож.-докум. повісті з історії повстан. руху на Лановеччині у 1940–50-х рр. «Одіссея Ольги Горошко» (К., 2000)
1995 року в Ланівцях опублікувала збірку поезій «Чаєчка» та документально-літературну розповідь «Світло погаслої зірки» про повстанського поета Левка. Авторка збірки поезій  «Зірки на долонях» (К., 2001) та художньо-документальної повісті з історії повстанського руху на Лановеччині у 1940–50-х рр. «Одіссея Ольги Горошко» (К., 2000).

## Твори
- Буняк С. О. Одіссея Ольги Горошко: Художньо-документальна розповідь з історії повстанського руху в 1940-1950-і роки / Софія Олександрівна Буняк; Гол. ред. І. Л. Андрієвська.– К. : Криниця, 2000. — 64 с. : іл. — («Нова проза»)
- Буняк Софія. У калейдоскопі долі. / Софія Олександрівна Буняк. — К.: Смолоскип, 2019. — 176 с.